# الیویا کورچچیا
الیویا کورچچیا (به انگلیسی: Olivia Crocicchia) (زاده ۱۹۹۵) بازیگر آمریکایی است.
از فیلم‌های معروف او می‌توان به بازی در فیلم پرنده‌های زرد اشاره کرد.